# Aquile della Terra di Mezzo

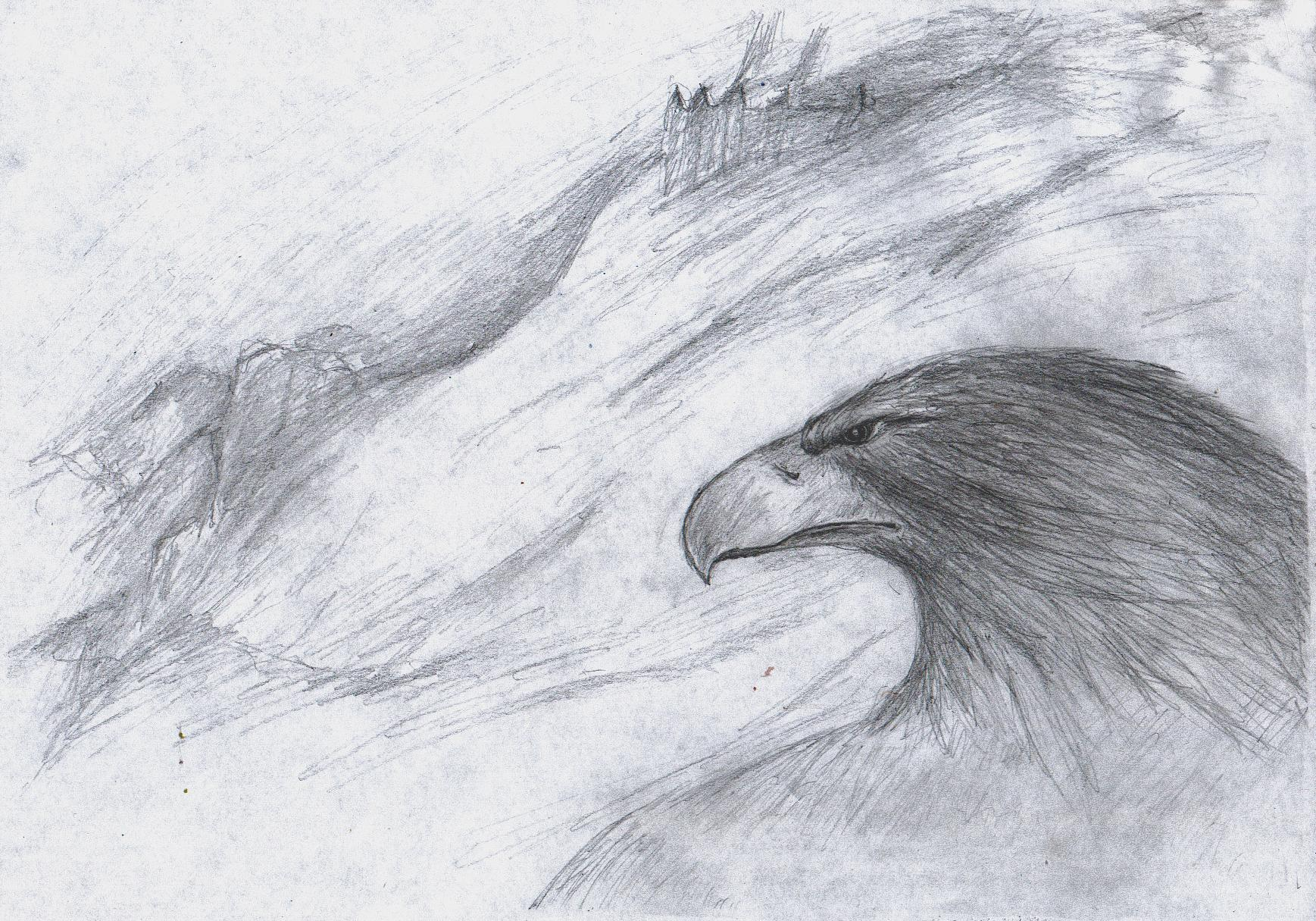
Disegno di Gwaihir

Le aquile sono creature di Arda, l'universo immaginario fantasy creato dallo scrittore inglese J. R. R. Tolkien. Sono tra le prime creature create in Arda e sono state concepite da Manwë, infatti vengono usualmente chiamate "aquile di Manwë". In certi scritti essi sono Maiar in forma animale. Sono di forma simile a un'aquila comune ma sono molto più grandi (circa 6 metri di altezza e con un'apertura alare di circa 20 metri), possono comunicare con le altre creature di Arda e hanno un'intelligenza molto sviluppata. Hanno assunto molto spesso il ruolo di sentinelle e vennero inviate nella Terra di Mezzo per vigilare su Morgoth e sui Noldor.

## Storia
All'inizio Thorondor, re delle aquile, pose i nidi sulle vette delle tre montagne del Thangorodrim. In questo periodo Thorondor aiutò Fingon a liberare Maedhros, primogenito di Fëanor. Più tardi le aquile spostarono i loro nidi sui picchi montani, chiamati Crissaegrim, a sud di Gondolin, contribuendo a mantenere questa città celata ad occhi indesiderati. Thorondor ferì al volto Morgoth stesso, dopo che egli ebbe ucciso in duello Fingolfin, re supremo dei noldor nel Beleriand, e riportò il corpo di quest'ultimo all'Echoriat, dove fu seppellito. Alla fine della Prima Era le aquile combatterono al fianco di Elfi, Edain e Valar nella Guerra d'Ira.
Nella Seconda Era alcune aquile posero i loro nidi nella capitale numenoreana Armenelos, e sul monte Meneltarma, sempre in Númenor, fino a quando i numenoreani non divennero ostili ai Valar.
Nella Terza Era vissero sulle Montagne Nebbiose i discendenti di Thorondor, Gwaihir e Landroval. Ne Lo Hobbit non viene nominata alcuna aquila specifica, ma viene raccontato solo del Signore delle aquile, sulla cui identificazione vi sono opinioni contrastanti. Ne Il Signore degli Anelli, Gwaihir ebbe una parte molto importante, sia prima che durante la Guerra dell'Anello: liberò Gandalf dalla torre di Orthanc e successivamente dal Zirak-zigil, uno dei monti di Moria; liberò inoltre, con l'aiuto di alcuni suoi simili, Frodo e Sam dal Monte Fato dopo la distruzione dell'Unico Anello.

## Elenco delle aquile principali

### Gwaihir

Gwaihir e Landroval nel film Il Signore degli Anelli - Il ritorno del re

Gwaihir è l'aquila che salvò Gandalf dall'esilio sulla torre di Orthanc, la dimora del malvagio stregone Saruman.
È un amico fidato di Radagast. Gwaihir trasporta Gandalf per la seconda volta quando lo preleva dal picco di Zirak-zigil a seguito della lotta contro il Flagello di Durin. Accorre in aiuto dello stregone per la terza volta davanti al Nero Cancello per salvare lui e i suoi compagni, e di Frodo Baggins e Samvise Gamgee sul Monte Fato per salvarli dalla morte.
Nel libro Il ritorno del re si cita anche Landroval, suo fratello, definendolo uno dei più potenti discendenti di Thorondor, la grande aquila abitante fra i Monti Circondanti all'epoca della dominazione malvagia di Morgoth.
Nell'opera Lo Hobbit appare un'altra aquila, denominata "Signore dei venti", ma non può essere identificata con Gwaihir, poiché Gandalf dice espressamente di essere stato trasportato in due sole occasioni.

### Landroval
Landroval appartiene alla razza delle aquile che furono inizialmente mandate da Manwë a vigilare sui Noldor della Terra di Mezzo, dopo l'esilio di questi da Valinor. Insieme a suo fratello Gwaihir vola a Mordor per salvare Frodo e Sam dalla distruzione del Monte Fato.

### Thorondor
Thorondor è il re delle aquile e viene definito come «il più possente di tutti gli uccelli che mai siano stati, le cui ali aperte misuravano trenta braccia (55 metri)». Thorondor e le aquile vengono inviate da Manwë per vigilare su Morgoth e costruiscono i loro nidi a Crissaegrim, nei picchi montani a sud di Gondolin.
Thorondor, e le altre aquile sotto il suo comando, aiutano a più riprese elfi ed uomini nella loro guerra contro Morgoth. Grazie al suo aiuto Fingon riuscì a liberare Maedhros quando venne appeso per il polso al Thangorodrim, e fu Thorondor a riportare agli elfi il corpo di Fingolfin, perito in duello contro Morgoth. Nella Guerra dell'ira Thorondor combatté con Eärendil contro Ancalagon, drago di Morgoth, abbattendolo. Dopo la guerra non viene più citato, ma nella trama di Il Signore degli Anelli compaiono aquile che discendono da lui, tra cui Gwaihir e Landroval.